# Parkia truncata
Parkia truncata är en ärtväxtart som beskrevs av John Macqueen Cowan. Parkia truncata ingår i släktet Parkia och familjen ärtväxter. Inga underarter finns listade i Catalogue of Life.